# 印裔俄羅斯人
俄羅斯，有一小部分公民是印度人後裔。

## 移民歷史
印度人最早是在17世紀來到俄羅斯，他們是木爾坦和信德地區的商人，他們沿伊朗的伊斯法罕，到北高加索最後北上到阿斯特拉罕。他們在當地設立貿易中心，主要是放貸人，珠寶商和製藥人，並與當地阿斯特拉罕韃靼人女人結婚。
在18世紀他們的活動擴大到莫斯科和聖彼得堡，從事鑽石買賣。而散居喀山等地的印度商人則多被當地人同化。
在蘇聯時期，有些印度共產主義者在20世紀20-30年代來到列寧格勒和莫斯科讀書，50年代中期，印度學生開始顯著參加在莫斯科，列寧格勒，斯維爾德洛夫斯克和庫爾斯克的教育機構。並在完成學業後設法留在俄羅斯，但在蘇聯解體後多返回印度。
大多數印度人生活在俄羅斯是毗濕奴派印度教徒，少數是基督徒和穆斯林。